# Vetreria Vistosi
Vistosi, azienda con più di cinquecento anni di storia, è una tra le più importanti trend setter del settore dell’illuminazione decorativa in vetro soffiato di Murano.
Premiata nel 2018 come una tra le cento Eccellenze Italiane, unica nel suo settore, per il miglior Made in Italy, si distingue per la sua capacità di unire tradizione e innovazione.
Un catalogo di lampade importante in cui le nuove collezioni hanno riscosso notevole successo diventando i best sellers dell’azienda insieme ad icone disegnate dai più grandi maestri come Gae Aulenti, Ettore Sottsass, Vico Magisteretti, Angelo Mangiarotti e molti, molti altri. La collaborazione con designers importanti ha fatto sì che l’azienda si sia aggiudicata innumerevoli premi di prodotto come il Good Design Awards per Sata e Stone, ADA per Futura, Jube, Riflesso, il Gran Design Etico per Tablò e Trepai, il Red dot e German Design Award con Sata, l’IF per Jube e l’ambitissimo ADI prima con Diadema e Nodo e recentemente con Medea e Armonia.
Vistosi nel tempo è diventata una vera e propria industri artigiana dando vita a un modello di artigianato 2.0. ha saputo infatti mantenere invariato il know-how della sua vetreria ma saputo portare il contemporaneo digitale nelle macchine per taglio a idrogetto, così come nelle finiture e negli accessori, per il controllo qualità. L’intero processo produttivi è gestito totalmente internamente privilegiando realtà locali limitrofe alla sede principale di Mogliano Veneto, centro geografico di un polo di fornitori competenti e di risorse umane esperte, a pochi passi dall’officina meccanica del gruppo. La capacità di controllare tutti i processi creativi internamente, permette all’azienda di progettare con altissimi livelli di personalizzazione dando vita a referenze uniche, studiate su misura che rispondono a committenze importanti in tutto il mondo. Il custom infatti è il core business dell’azienda che grazie alla vetreria e al suo dipartimento di progettazione interna riesce a rispondere alle richieste e alle esigenze di progetto con molta flessibilità, velocità e capacità di personalizzazione.
Oggi il marchio Vistosi è distribuito in oltre 60 Paesi e vanta una produzione che, allargata al gruppo di società facenti capo alla famiglia, vede impiegati oltre 200 addetti in strutture produttive all’avanguardia.
Dall’acquisto della prima fornace nel ‘600 alla costruzione della nuova sede aziendale di Mogliano Veneto nel 2010, la storia aziendale ha mantenuto fede a due assunti: è rimasta una storia di famiglia e ha mantenuto, tramandandolo per generazioni, il legame con la tradizione della lavorazione del vetro muranese.

## La storia
Le radici di Vistosi affondano nel terreno produttivo della creatività e dell’artigianato veneziano, intrecciandosi con i fasti di una tradizione prestigiosa e senza tempo, quella del vetro. La sua è una storia lunga cinque secoli, che inizia nel 1640, quando Zuane Geronimo Gazzabin diventa proprietario della fornace Al Bastian, in cui si producono vetri “da canna”, fondando così una tradizione familiare che si distingue nella lavorazione del vetro soffiato di Murano. È nel 1690 che il soprannome “Vistoso” compare per la prima volta nell’atto di battesimo di Gerolamo Gazzabin, pronipote di Zuane, diventando parte del suo cognome. Da quel momento in poi le creazioni della famiglia muranese nascono sotto la firma Vistosi, un marchio che segnerà la sua storica fortuna.
La nuova era dell’azienda ha inizio con Guglielmo Vistosi, erede della famiglia Gazzabin, che, nel 1945, apre una nuova vetreria a Murano. Una tradizione che rifiorisce con sempre maggior vigore sotto la guida di Gino e Luciano Vistosi, figli di Guglielmo, e che ha la sua svolta nel 1960, con l’idea di presentare una "firma" del vetro, legando la produzione ai nomi dei più famosi designer dell'epoca, tra cui Gae Aulenti, Ettore Sottsass, Adalberto Dal Lago. L’intuizione di mettere il lavoro dei grandi maestri vetrai di Murano a disposizione delle migliori menti creative del settore diventa così parte della cifra unica di Vistosi.
Nel 1989 la famiglia muranese Moretti, già da tempo attiva nel settore vetrario, rileva il prestigioso marchio dando vita a Vetreria Vistosi, che dal 1993, sotto la guida di Matteo Moretti, attua una profonda riorganizzazione produttiva e commerciale, affiancando alle collaborazioni storiche i nomi di nuovi designer, tra cui Chiaramonte e Marin, Michele De Lucchi, Mauro Olivieri.
Settant’anni di creatività, ricerca e innovazione, che hanno fatto entrare una forma d’arte antica come la lavorazione del vetro nel futuro, rendendo questo materiale ideale per esprimere il genio di menti creative e per diffondere luce e bellezza. Sono ormai iconiche le creazioni degli “oggetti luminosi” legate ai nomi di Gae Aulenti, Vico Magistretti, Ettore Sottass, Angelo Mangiarotti, Eleonore Peduzzi Riva, Oreste e Luciano Vistosi e quelle più recenti dello Studio Lissoni, Michele De Lucchi, Favaretto & Partners, Hangar Design Group, Studio Atelier Oï, Pio e Tito Toso, solo per citarne alcuni. Questo fortunato binomio design-illuminazione ha dato vita negli anni a collezioni che sono parte della storia del design. Come Giogali di Mangiarotti, lo sfolgorante sistema decorativo di illuminazione basato sull'elemento del gancio di cristallo componibile – nominato ‘Prodotto eccellente della storia dell’illuminazione italiana’ degli ultimi 30 anni da ADI Design Index –, o, ancora, Essence di Atelier Oï, Peggy di Hangar Design Group, Diadema di Romani Saccani Architetti Associati. Numerosi i premi che hanno riconosciuto l’avanguardia nel design dei sistemi di illuminazione Vistosi, tra cui l’ADI Design Index assegnato a Nodo di Pio e Tito Toso, Archiproducts Design Award 2016 e 2017 conferito rispettivamente a Futura di Hangar Design Group e a Jube di Favaretto & Partners, il Good Design Award 2017 a Sata Favaretto & Partners e Stone di Hangar Design Group.
Coronamento di questa dedizione ultradecennale – che sposa fedeltà ai processi artigianali di lavorazione del vetro di Murano, progettazione creativa, design e tecniche avanzate, produzione locale, ricerca continua sui materiali e sullo sviluppo di versioni a basso consumo – è stato il riconoscimento di Eurispes dell’azienda tra le 100 eccellenti in Italia. Oggi il marchio Vistosi ha saputo posizionarsi ai vertici nel design e nella produzione di sistemi di illuminazione in vetro a livello internazionale, diventando un marchio oggi distribuito in oltre 60 Paesi, e vanta una produzione che, allargata al gruppo di società facenti capo alla famiglia, vede impiegati oltre 200 addetti in strutture produttive all’avanguardia.

## Presenza nella storia del design italiano
Sotto la gestione dei figli di Guglielmo, Gino e Luciano, fu avviata la collaborazione con i più importanti disegnatori contemporanei, dalla quale nacquero tra gli anni Sessanta e i primi anni Ottanta creazioni emblematiche nella storia del disegno industriale italiano: Alega di Vico Magistretti, la lampada da tavolo Poveglia di Gae Aulenti, Vega di Michele De Lucchi, le creazioni di Ettore Sottsass e Adalberto Dal Lago.
Nel 1967 Angelo Mangiarotti diede solo il proprio nome,ma non li ha disegnati Lui; una serie di ganci in vetro modulari senza struttura fissa, a cui diede il nome di Giogali, che da quel momento divennero il simbolo delle collezioni Vistosi.
Nel corso degli anni Novanta del XX secolo venne attuata una riorganizzazione produttiva e commerciale che vide nuove collaborazioni con giovani nomi del design italiano e culminò nel 2005 con la presentazione alla Torre Branca di Milano, durante la manifestazione Euroluce, della versione rivisitata dei Giogali in 3D.
Nel 2007 la lampada Diadema, disegnata dagli architetti Romani e Saccani, venne segnalata per il premio Compasso d’Oro al Design Index, grazie alla tecnica di lavorazione esclusiva di trafilatura delle canne di vetro brevettata da Vistosi.
Nel 2021 altre due importanti menzioni ADI per le collezioni Armonia e Medea.